# Pachyschelus ornatus
Pachyschelus ornatus es una especie de escarabajo joya del género Pachyschelus, familia Buprestidae. Fue descrita científicamente por Lucas en 1859.